# Divizia A 1955
Sezonul 1955 al Diviziei A a fost cea de-a 38-a ediție a Campionatului de Fotbal al României, și a 18-a de la introducerea sistemului divizionar. A început pe 6 martie 1955 și s-a terminat pe 30 noiembrie 1955. Dinamo București a devenit campioană pentru prima oară în istoria sa, la 7 ani de la înființare.

## Clasament
| Loc | Echipă                | Pct. | MJ | V  | E | Î  | GM | GP | GA    | Calificare sau retrogradare          |
| --- | --------------------- | ---- | -- | -- | - | -- | -- | -- | ----- | ------------------------------------ |
| 1.  | Dinamo (C)            | 37   | 24 | 15 | 7 | 2  | 42 | 19 | 2,211 | Cupa Campionilor 1956-57 Prima rundă |
| 2.  | Flacăra Ploiești      | 34   | 24 | 14 | 6 | 4  | 46 | 20 | 2,300 |                                      |
| 3.  | Progresul București   | 33   | 24 | 13 | 7 | 4  | 39 | 22 | 1,773 |                                      |
| 4.  | Politehnica Timișoara | 27   | 24 | 10 | 7 | 7  | 47 | 30 | 1,567 |                                      |
| 5.  | UTA Arad              | 26   | 24 | 10 | 6 | 8  | 35 | 28 | 1,250 |                                      |
| 6.  | CCA București         | 23   | 24 | 8  | 7 | 9  | 38 | 26 | 1,462 |                                      |
| 7.  | Știința Cluj          | 23   | 24 | 8  | 7 | 9  | 27 | 35 | 0,771 |                                      |
| 8.  | Jiul Petroșani        | 22   | 24 | 8  | 6 | 10 | 26 | 33 | 0,788 |                                      |
| 9.  | Unirea Tricolor       | 22   | 24 | 8  | 6 | 10 | 30 | 39 | 0,769 |                                      |
| 10. | CFR Timișoara         | 21   | 24 | 7  | 7 | 10 | 29 | 36 | 0,806 |                                      |
| 11. | CS Târgu Mureș (R)    | 20   | 24 | 6  | 8 | 10 | 26 | 33 | 0,788 | Retrogradare în Divizia B 1956       |
| 12. | Farul (R)             | 15   | 24 | 5  | 5 | 14 | 19 | 45 | 0,422 | Retrogradare în Divizia B 1956       |
| 13. | Avântul Reghin (R)    | 9    | 24 | 3  | 3 | 18 | 19 | 57 | 0,333 | Retrogradare în Divizia B 1956       |

| Câștigătorii Diviziei A, ediția 1955 |
| ------------------------------------ |
| Dinamo București Primul Titlu        |

## Rezultate
| Oaspeți ► Gazde ▼                          | AVÂ | CCA | DIN | DOS | FLA | FRA | CON | LTI | TÂR | MIP | PRO | ȘCJ | ȘTI |
| ------------------------------------------ | --- | --- | --- | --- | --- | --- | --- | --- | --- | --- | --- | --- | --- |
| Avîntul Reghin                             | —   | 1–9 | 0–0 | 1–0 | 0–1 | 1–2 | 1–1 | 4–1 | 2–0 | 2–3 | 0–1 | 0–2 | 0–4 |
| CCA București                              | 7–1 | —   | 0–0 | 1–1 | 0–1 | 0–2 | 4–0 | 2–1 | 0–0 | 2–1 | 0–0 | 3–1 | 2–1 |
| Dinamo București                           | 1–1 | 2–1 | —   | 3–1 | 1–1 | 2–0 | 4–1 | 2–1 | 6–1 | 2–1 | 0–1 | 0–0 | 1–0 |
| Dinamo Orașul Stalin                       | 1–0 | 2–1 | 1–2 | —   | 0–1 | 1–1 | 2–1 | 0–0 | 3–0 | 3–0 | 1–1 | 5–1 | 2–2 |
| Flacăra Ploiești                           | 4–0 | 2–0 | 1–1 | 4–0 | —   | 2–3 | 2–0 | 3–0 | 2–2 | 1–0 | 2–2 | 4–1 | 4–0 |
| Flamura Roșie Arad                         | 2–0 | 1–0 | 1–4 | 1–2 | 1–1 | —   | 5–0 | 1–0 | 0–0 | 2–2 | 3–2 | 1–2 | 1–0 |
| Locomotiva Constanța                       | 4–0 | 1–0 | 0–1 | 1–2 | 1–4 | 1–0 | —   | 1–1 | 1–1 | 0–0 | 0–0 | 3–0 | 0–1 |
| Locomotiva Timișoara                       | 2–0 | 2–0 | 5–1 | 1–1 | 1–0 | 2–2 | 3–0 | —   | 0–3 | 0–1 | 2–1 | 1–1 | 1–6 |
| Locomotiva Tîrgu Mureș                     | 1–0 | 0–1 | 1–2 | 3–0 | 0–1 | 1–1 | 3–0 | 1–0 | —   | 4–0 | 1–3 | 0–0 | 1–1 |
| Minerul Petroșani                          | 2–1 | 1–1 | 0–0 | 2–0 | 1–2 | 2–1 | 2–1 | 1–2 | 3–0 | —   | 0–0 | 1–1 | 1–0 |
| Progresul București                        | 3–1 | 2–1 | 0–3 | 3–2 | 4–2 | 1–0 | 5–0 | 1–1 | 2–0 | 2–0 | —   | 2–0 | 2–3 |
| Știința Cluj                               | 4–3 | 1–1 | 0–2 | 1–0 | 1–0 | 1–0 | 1–2 | 1–1 | 3–1 | 3–1 | 0–1 | —   | 1–1 |
| Știința Timișoara                          | 2–0 | 2–2 | 1–2 | 8–0 | 1–1 | 1–4 | 3–0 | 3–1 | 2–2 | 3–1 | 0–0 | 2–1 | —   |
| Câștigă gazdele; Remiză; Câștigă oaspeții. |     |     |     |     |     |     |     |     |     |     |     |     |     |

## Legături externe
- labtof.ro Divizia A 1955 Arhivat în 23 iulie 2015, la Wayback Machine.
- romaniansoccer.ro Divizia A 1955